# Масатоши Кошиба
Масатоши Кошиба (јап. 小柴 昌俊; Тојохаши, 19. септембар 1926 — Токио, 12. новембар 2020) био је јапански физичар, који је 2002. године, заједно са Рејмондом Дејвисом млађим, добио Нобелову награду за физику „за пионирски допринос астрофизици, посебно за детекцију космичких неутрина”.